# Wöhlsdorf (Saalfeld)
Wöhlsdorf ist eine Ortslage des Stadtteils Beulwitz der Stadt Saalfeld/Saale im Landkreis Saalfeld-Rudolstadt in Thüringen.

## Geografie
Wöhlsdorf liegt links der Saale an der Bundesstraße 85 in der Saaleaue. Der einzige direkte Nachbarort ist im Süden Crösten. Von dort weiter südlich folgt lückenlos Beulwitz. Diese Ortslagen befinden sich im ländlichen Raum der Saalestadt. Die Böden der Gemarkung sind fruchtbar und grundwassernah.

## Geschichte
Die urkundliche Ersterwähnung Wöhlsdorf (Auma-Weidatal) von Wöhlsdorf fand 1389 statt.
Bei Wöhlsdorf fand am 10. Oktober 1806 ein Gefecht mit 9000 preußischen gegen 14.000 französische Soldaten statt. Es siegte die französische Streitmacht. Bei diesem Gefecht starb der Kommandant der Vorhut der preußische Prinz Louis Ferdinand von Preußen.
Der Ort war und ist landwirtschaftlich orientiert.

## Sehenswürdigkeiten
An der am nördlichen Ortsrand vorbeiführenden Bundesstraße 85 befindet sich ein Denkmal für Prinz Louis Ferdinand von Preußen. Es wurde 1821–1823 nach einem Entwurf von Karl Friedrich Schinkel errichtet. In den Jahren 1981 bis 1984 erfolgten Abtragung und anschließend Wiedererrichtung des Denkmals. Der stelenartige Aufbau aus Sandstein weist einen Dreiecksgiebel auf. Darin ist ein Bronzerelief mit stehendem Genius von Christian Friedrich Tieck eingelassen.